# Jeges búvár
A jeges búvár (Gavia immer) a madarak (Aves) osztályának a búváralakúak (Gaviiformes) rendjébe, ezen belül a búvárfélék (Gaviidae) családjába tartozó vízimadár.
A búvárfélék között a legnagyobb. Az északi sarkkör környékén költ. Testsúlyához képest kisebb a szárnyfelülete, mint bármelyik más röpképes madáré. Ezért a felszállással nehézségei vannak, és a szárazföldön gyámoltalan. Ha már fent van a levegőben, ügyesen repül, és óránként 90 km-es sebességet is elérhet. Április-májusban több ezer kilométert repül, hogy elérjen a sarkvidék körül fekvő költőhelyekre.

## Rendszerezése
A fajt Morten Thrane Brünnich dán zoológus írta le 1764-ben, a Colymbus nembe Colymbus Immer néven.

## Előfordulása
Kanadában, az Amerikai Egyesült Államok egyes területein, Grönlandon és Alaszkában költ. Egy kisebb populáció (kb. 3000 pár) Izlandon is él. Egyes példányok Feröer vagy a Spitzbergák környékén töltik a nyarat. Télen a norvég partok előtt is megfigyelhetőek, sőt az Északi- és a Balti-tengeren is.
Természetes élőhelyei a tundrák, tavak és tengerpartok.

## Kárpát-medencei előfordulása
Magyarországon ritka kóborló, a téli hónapokban fordulhat elő.

## Megjelenése
Testhossza 69–91 centiméter, szárnyfesztávolsága 127–147 centiméter, testtömege 3600–4480 gramm. Nászruhában feje fekete, zöldeskék árnyalattal, csőre egyenes, feketés szürke, alul fehér, háta és oldala fekete színű, fehér pöttyökkel. Nyugalmi ruhában a négy búvárfajt (jeges, fehércsőrű, sarki és északi) könnyen össze lehet téveszteni, de a jeges és a fehércsőrű búvár nagyobb, mint a másik kettő. A fehércsőrű búvártól pedig csőrének színe és alakja különbözteti meg.
|  |  |

## Életmódja
Édesvízben csukára, sügérre, pisztrángra és tokfélékre, sós vízben lepényhalra, tengeri pisztrángra és heringre vadászik, de ebihalakat, rovarokat, rákokat és férgeket is fogyaszt. Áldozatát víz alatt kapja el, akár 60 m mélyre is lemerül. Előfordul, hogy 300 méterrel arrébb jön újból a felszínre, mint ahol lebukott a víz alá. Úszólábai egész hátul helyezkednek el, és propellerként működnek. Tekintve, hogy súlyához képest az egész madárvilágban neki a legkisebbek a szárnyai, ezért csak vízről tud felszállni, tekintélyes felszállási hosszra van szüksége, és 50-100 métert fut a felszínen, mielőtt a levegőbe emelkedne. Kinyújtott nyakkal repül. Fészke kis szigeten vagy a parton, a víz közelében van. Csak a költés idején jön ki a szárazra.

## Szaporodása
A párok életük végéig együtt maradnak, és ugyanabban a fészekben költenek, mely néha csak egy mélyedés a földben, vagy egy vízinövényekből összerakott nagy halom. Általában 2 tojást raknak, nagyságuk 9-10 centiméter. A hím és a tojó egyaránt kotlik rajta, a fiókák körülbelül 30 nap alatt kelnek ki. Alig száradtak meg, máris a vízre mennek szüleikkel. A fiókák már 2-3 napos korukban méternyi mélyre merülhetnek, és körülbelül 10 hetesen repülnek.
|  |  |

## Természetvédelmi helyzete
Az elterjedési területe rendkívül nagy, egyedszáma pedig stabil. A Természetvédelmi Világszövetség Vörös listáján nem fenyegetett fajként szerepel. Magyarországon védett, természetvédelmi értéke 25 000 forint.